# Øksnes
Øksnes é uma comuna da Noruega, com 317 km² de área e 4 633 habitantes (censo de 2004).